# Muralhas da cidade de Iorque
‎
Iorque foi, desde os tempos romanos, defendida por muralhas de uma forma ou de outra. Até hoje, partes substanciais das muralhas permanecem, e Iorque tem mais quilômetros de muralhas intactas do que qualquer outra cidade da Inglaterra. Eles são conhecidos como muralhas da cidade de Iorque (em latim: York City Walls), muralhas de Bar (Bar Walls) e muralhas romanas (Roman Walls) (embora este último seja um nome impróprio, pois muito pouco da construção em pedra existente é de origem romana, e o curso da muralha foi substancialmente modificado desde os tempos romanos). As muralhas têm geralmente 13 pés (4 m) de altura e 6 pés (1,8 m) de largura.

## História

### Muralhas romanas
As muralhas originais foram construídas por volta de 71, quando os romanos ergueram um forte (castro) ocupando cerca de 50 acres ou 21,5 hectares próximo às margens do rio Ouse. O retângulo das muralhas foi construído como parte das defesas do forte. As fundações e a linha de cerca de metade dessas muralhas romanas fazem parte das muralhas existentes, da seguinte forma:
- uma seção (o canto oeste, incluindo a Torre Multangular) nos Jardins do Museu
- as seções noroeste e nordeste entre Bootham Bar e Monk Bar
- um outro trecho entre Monk Bar e o Merchant Taylors 'Hall, no final do qual os cursos inferiores do canto leste da muralha romana podem ser vistos no lado do centro da cidade da muralha existente.